# Saint-Maclou
Saint-Maclou település Franciaországban, Eure megyében. Lakosainak száma 667 fő (2022. január 1.).

## Népesség
A település népessége az elmúlt években az alábbi módon változott:
| Lakosok száma | 276  | 416  | 458  | 532  | 590  | 607  | 627  | 652  | 658  | 667  |
|               | 1968 | 1982 | 1990 | 2006 | 2013 | 2015 | 2017 | 2019 | 2020 | 2022 |